# Коул, Руфус
Руфус Коул (30 апреля 1872 — 20 апреля 1966) — выдающийся американский врач и исследователь. Был первым директором клиники Рокфеллерского университета. Под его руководством были достигнуты значительные успехи в лечении
бактериальной пневмонии, а затем и туберкулёза. В 1912 году Коул и Альфонс Доше разработали сыворотку против пневмококка 1 типа, а также разработали метод проверки того, вызвана ли инфекция этим или каким-либо другим типом бактерий. New York Times в некрологе Коула назвала его «пионером клинической медицины» и «авторитетом в области крупозной пневмонии». В 1931 году был президентом Ассоциации американских врачей, имел почетные степени Чикагского университета и Национального университета Ирландии.

## Ранние годы и образование
Родился в Роусбурге, штат Огайо. Окончил Мичиганский университет со степенью бакалавра и Университет Джонса Хопкинса со степенью доктора медицины в 1899 году.

## Карьера
Коул стал директором клиники Института Рокфеллера в 1908 году и работал на этой должности до выхода на пенсию в 1937 году. Скончался от пневмонии в Вашингтонской больнице в возрасте 93 лет.